# Campsicnemus crinitibia
Campsicnemus crinitibia är en tvåvingeart som beskrevs av Van Duzee 1933. Campsicnemus crinitibia ingår i släktet Campsicnemus och familjen styltflugor. Inga underarter finns listade i Catalogue of Life.